# Вираховуючи Бога
«Вираховуючи Бога» (англ. Calculating God) — науково-фантастичний роман англоканадського письменника Роберта Соєра, що поєднує походження життя і Всесвіту, еволюцію, наявність Бога.

## Зміст
Головний герой Томас Джеріко (Thomas Jericho — алюзія на місто Єрихон), що працює куратором і палеонтологом в Королівському музеї Онтаріо в Торонто. Одного дня тут приземляється космічний корабель з павукоподібним інопланетянином на ім'я Голлус. Він знайомиться з Джеріко, якому розповідає, що прибув з третьої планети системи Бета-Південна Гідра для дослідження історії еволюції на Землі. З Голлусом подорожують представники 5 інших планет. Джеріко надає Голлусу доступ до колекцій музею. Невдовзі вони затоваришували, сперечаючись щодо існування Бога: Томас Джеріко є атеїстом на відміну від Голлуса. Останній намагається за допомогою наукових знань вирахувати існування Бога.
Невдовзі Джеріко дізнається, що хворий на невиліковний рак легенів. У цей час Голлус повідомляє, що 400 років тому зоря Бетельгейзе стала надновою. Про це повідомляє телескоп корабля Голлуса на орбіті. Автор роману розповідає, що утворенню наднової сприяла одна з мертвих цивілізацій, що розмістила свої безтілесні сутності в механізм віртуальної реальності. Радіація від наднової повинна знищити навколишні цивілізації, щоб їхні душі також перемістилися до механізму віртуальної реальності. Телескоп інопланетян слідкує за тим, як хвиля радіація просувається до Сонячної системи. В цей час з глибин космосу виходить велике чорне утворення наче «небесний щит», що поглинає наднову зорю, рятуючи інші цивілізації. Це є останнім доказом існування Бога.
Після цього Джеріко помирає. Його сутність подорожує кораблем Голлуса до «небесного щита». Тут отримує інформацію про Всесвіт і його природу. За цим відбувається поєднання людських ген з інопланетними, утворюючи нову цивілізацію, доводячи теорію Голлуса про постійний розвиток Всесвіту.

## Нагороди
- лауреат премії «ГОМер», 2000 рік
- номінацію на премію Г'юго, 2001 рік
- номінація на Меморіальну премію імені Джона Кемпбелла